# بالکووا لهوتا

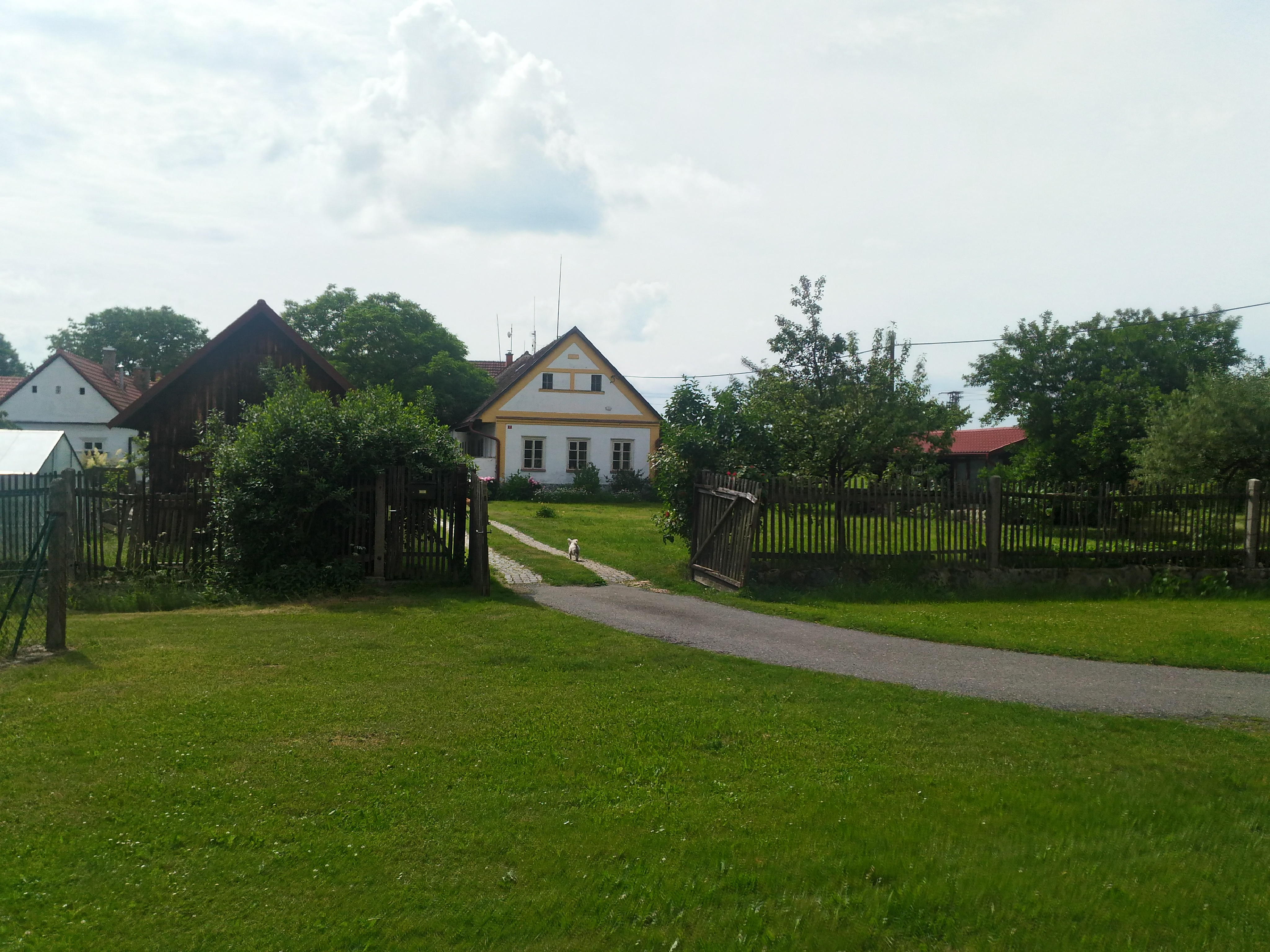
منطقه مسکونی بالکووا لهوتا

بالکووا لهوتا (به چکی: Balkova Lhota) یک منطقهٔ مسکونی در جمهوری چک است که در منطقه تابور واقع شده‌است.
 بالکووا لهوتا ۳٫۵۳ کیلومتر مربع مساحت و ۱۲۲ نفر جمعیت دارد و ۴۹۳ متر بالاتر از سطح دریا واقع شده‌است.